# IJzebel
IJzebel (Engels: Ysabell) is een personage uit de Schijfwereld boeken van de Britse schrijver Terry Pratchett.
IJzebel is de aangenomen dochter van De Dood, die haar 35 jaar geleden als klein meisje heeft gevonden en besloot haar te adopteren. Haar ouders kwamen om in de Gele Nev, de grootste woestijn van de Schijfwereld. Ze is 16 jaar en heeft zilveren haren en ogen.
Ze trouwde uiteindelijk met Hein (Engels: Mort), het tijdelijke leerknechtje van de Dood. Hij zorgde ervoor dat ze weer op de Schijfwereld konden wonen. Ze werden door koningin Kielagehenna I van Stoo Lat benoemd tot hertog en hertogin van Stoo Hielet. Hein had namelijk haar leven gered.

## Boeken met IJzebel
- Dat wonderbare licht
- Dunne Hein